# 范源廉
范源廉（1876年—1927年12月23日），字静生，湖南湘阴人，中国教育家。弟为中国民族化工实业家范旭东。

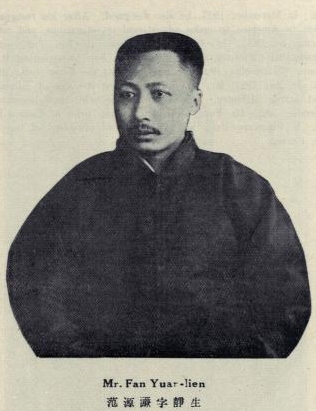
范源廉

## 生平
1898年就读于长沙时务学堂，师从梁启超。戊戌变法失败后，两次东渡日本求学。中华民国成立后，出任南京临时政府教育次长、总长，国民政府教育总长。1921年曾以教育总长的名义发表言论，反对教会学校学生强制做礼拜和读《圣经》。1925年任中华教育文化基金董事会（中基会）首任干事长，1926年任北京师范大学校长。1927年12月23日在天津病逝。

## 纪念
范源廉去世后，由中国动物学家秉志和植物学家胡先骕所创办的静生生物调查所，以他命名，纪念范源廉对中国生物学研究的赞助和提倡。后来的中国科学院动物研究所和植物研究所是自静生生物调查所衍生而出。